# Strandtjockfot
Strandtjockfot (Esacus recurvirostris) är en fågel i familjen tjockfotar inom ordningen vadarfåglar.

## Utseende
Strandtjockfoten är med en kroppslängd på 41,5–54 centimeter och upp emot en meter i vingbredd en mycket stor tjockfot med nästan trapplika proportioner. Ovansidan är ostreckat gråaktig. Ansiktet är kraftigt tecknat med vitt runt och bakom ögat, en svart kindfläck och ett kort mustaschstreck. Näbben är mycket kraftig med smalare uppböjd spets och gul bas. I flykten syns huvudsakligen svarta vingpennor med iögonfallande vita fläckar på handpennorna och ett brett blekgrått band tvärsöver mellersta och större övre vingtäckarna. Jämfört med närbesläktade kusttjockfoten (Esacus neglectus) skiljer den sig genom vit panna, svarta snarare än grå armpennor och något smalare och spetsigare näbb.

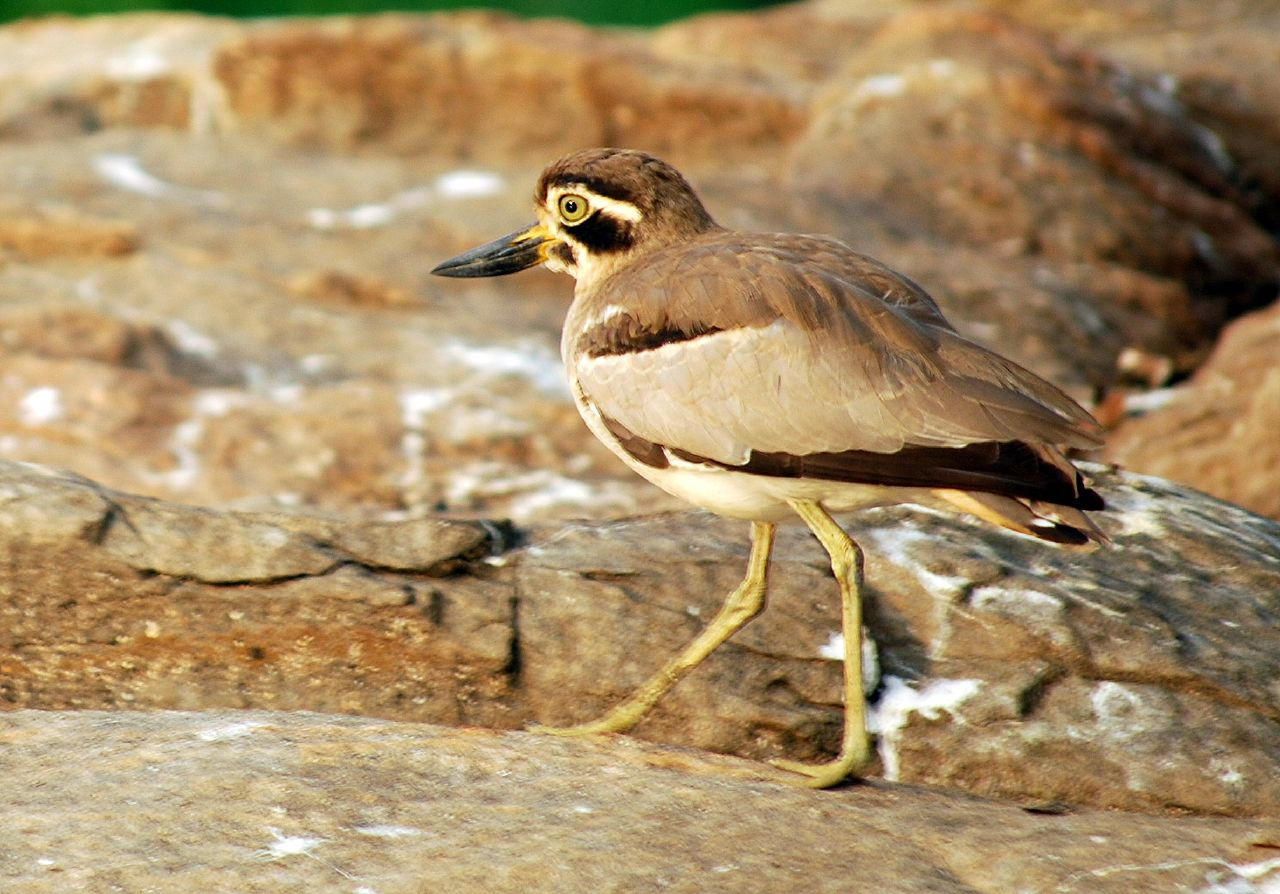
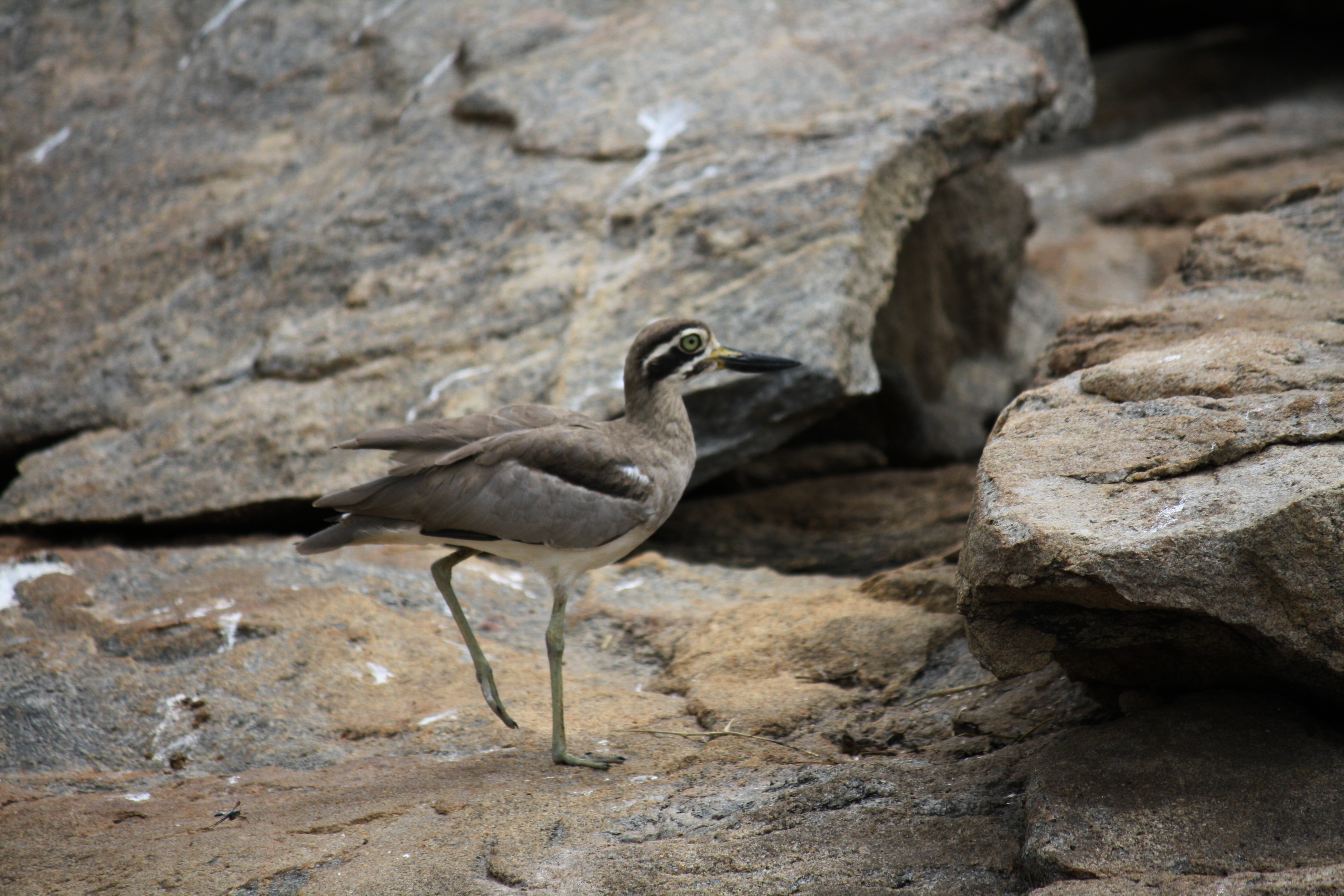
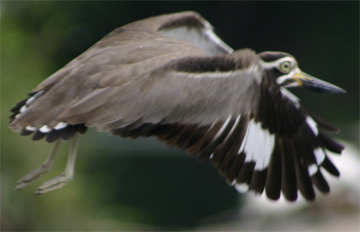
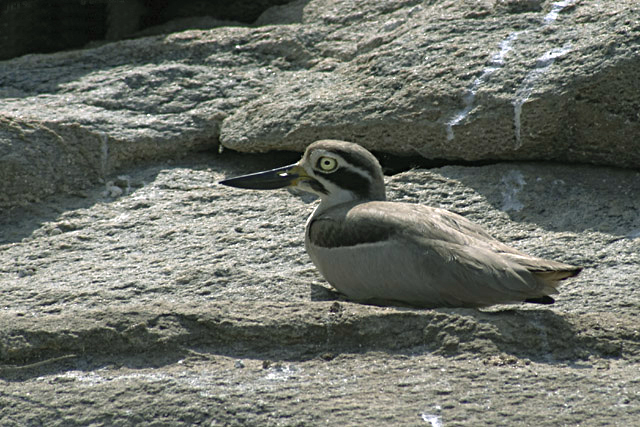

Lätet är en klar och ljus vissling, "tleeeeLIK!", som ofta upprepas vid oro.

## Utbredning och systematik
Fågeln förekommer från sydöstra Iran till Indiska subkontinenten (inklusive Sri Lanka), Indokina och ön Hainan i södra Kina, möjligen även i sydvästra Afghanistan, men detta är inte bekräftat. Arten är generellt stannfågel, men har setts i Oman och Förenade Arabemiraten. Den behandlas som monotypisk, det vill säga att den inte delas in i några underarter.

## Levnadssätt
Arten påträffas vid grusiga flodbankar eller i klippig och stenig miljö utmed större sjöar. Mer tillfälligt påträffas den på stränder, sandslätter och saltöknar. På Sri Lanka ses den i kustnära torra zonen där den håller sig till ostörda stränder.

### Föda
Arten lever huvudsakligen av krabbor och andra kräftdjur, men även insekter och fågelägg (svartbent strandpipare). Fågeln är mestadels aktiv efter skymning men kan ses födosöka dagtid. Den använder sin kraftiga näbb för att vända på stenar. Ofta påträffas den ensam eller i par, men ibland i familjegrupper eller i flockar om upp till 20 individer.

### Häckning
Strandtjockfoten häckar mellan februari och juli i Indien, mars-juni i Pakistan och april-juli i Sri Lanka. Den häckar parvis, men ibland i kolonier med indisk flodtärna (Sterna aurantia). Boet är inget mer än en uppskrapad grop i marken fodrad med torra kvistar. Däri lägger honan en till två gräddfärgade mörkmärkta ägg. Båda könen turas om att ruva äggen i 28 dagar innan de kläcks och sedan ta hand om ungarna.

## Status och hot
Arten har ett stort utbredningsområde och fortfarande relativt stor population men minskar kraftigt, framför allt i Sydostasien. IUCN kategoriserar därför arten som nära hotad. Världspopulationen har inte uppskattats, men den beskrivs som lokalt vanlig.